# Евлогије Скитски
Евлогије Скитски или ава Евлогије је православни подвижник из 7. века, чији је живот описан у Скитском патерикону. Био је ученик Александријског патријарха Јована Милостивог, имао је чин презвитера.
Евлогије је стекао славу захваљујући својој визији, која је постала једна од тема монашке иконографије. Патерикон приповеда да је Евлогије једног дана за време свеноћног бденија видео анђеле како излазе из олтара са кристалним корпама напуњеним „златним, сребрним и бакарним новчићима, просфорама, целим и разломљеним; стављена је и мала златна посуда са помаром и златна кадионица са врло мирисним тамјаном.“ Анђели су монасима који су били у служби делили дарове из корпи, неке помазали миром или кадили, док анђели неке ничим нису обдарили. Евлогијевом молитвом открио се смисао подвига анђела:
"златнике су добили они који средом, петком и празницима бдију трезвено од вечери до јутра; сребрнике су добили  они који бдију од поноћи до јутра; бакарни новац су добили они који певају псалме; читаву просфору су добили они који су одани читању књига; искушеници који још нису ступили у савршени монашки живот, добијали су хлеб; помазани су миром они послушни у свему своме оцу и предани у службу свима; окађени су тамјаном кадионице они који су се предају гласинама а опамети се тек када уђу у цркву; они који не маре за своје спасење, који се не опиру лошим помислима и не очишћују своје срце од страсти, него се одају среброљубљу и прождрљивости, ништа нису добили".
Најпознатији приказ Евлогијевог виђења је Дионисијева фреска, настала 1502. године за Саборни храм Рођења Пресвете Богородице у Ферапонтовом манастиру. Фреска је постављена уз олтар левог олтара катедрале, чиме се истиче литургијски значај овог заплета. Дионисије је стварао композиције од групе монаха без ореола, који стоје у два нивоа на конвенционалној архитектонској позадини, око престола са златним крстом, који је окружен сјајем. Међу монасима су ликови анђела, који им деле дарове према Евлогијевој визији. Дионисије је у својој фресци изоставио све наративне детаље виђења, не истичући ни самог Евлогија међу монасима и не приказујући разлику у даровима које су анђели делили. Он је главни фокус композиције ставио на литургијско јединство земаљске и небеске цркве, што је наглашено светлошћу са крста који лежи на престолу, који симболизује таворску светлост описану у Јеванђељима у тренутку Преображења Христовог.
У другим живописним и иконописним сликама Евлогијевог виђења (српски манастир Јошаница, Тихвин манастир, Солвичегодска Ваведенска црква итд.), акценат је на наративним детаљима слике Визије: истичу лик Евлогија, коме анђео објашњава шта је видео, монаси имају разне дарове, неки од њих су потпуно лишени . Свици се стављају у руке Евлогију и анђелима, објашњавајући у свом тексту поучно значење композиције.
Православна црква прославља аву Евлогија 28. августа (10. септембра) заједно са ава Данилом.